# Oredownik
Orędownik fue un periódico de la comunidad polaca del entonces Territorio Nacional de Misiones, hoy Provincia de Misiones, Argentina. 

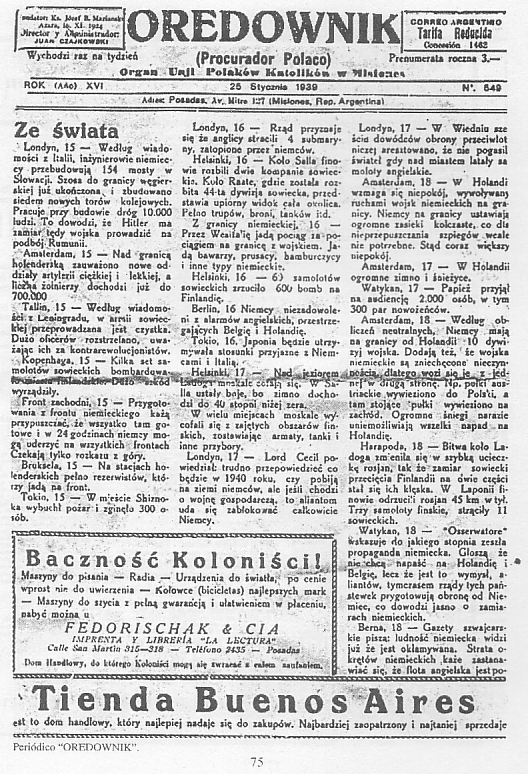
Facsímil. Portada del periódico "Orędownik" N.º 549 (1939)

El 24 de noviembre de 1924 sale el primer número de periódico comunitario-religioso "Orędownik" (significa procurador polaco). 
El periódico tuvo una primera etapa bajo la dirección del Padre Marianski hasta que este regresa a Europa (1924 a 1933, en idioma polaco) y una segunda fase en Posadas bajo la dirección y administración de Juan Czajkowski (1933 a 1950, en castellano y en polaco).
Fue el primer periódico de la Provincia de Misiones ya que "El Territorio" fue creado un año después el 2 de junio de 1925. Resulta un gran mérito para la aldea pueblo de Azara. El equipo de impresión original fue cedido por el Padre Federico Rademacher al Padre José Bayerlein Marianski. Parte de este equipo de impresión todavía permanece bajo la custodia del hijo menor de Juan, y albacea de la sucesión el Sr. Mariano Claro de Asís Czajkowski, en la Ciudad de Posadas.
En un principio fue una publicación quincenal y a partir de mayo de 1931, con redacción desde Posadas pasó a ser un semanario.
En los 1022 ejemplares que se imprimieron además de los suplementos, están estampadas muchas de las páginas inéditas de la historia de Azara y un amplio sector de la provincia de Misiones.
El periódico "Orędownik" poseía suscriptores en Misiones, Brasil, Canadá, Estados Unidos, Alemania, Bélgica, Polonia y hasta en Manchuria. Además mantenía canje con al menos 30 periódicos. Casi la totalidad de la recaudación iba al mantenimiento de la Congregación del Verbo Divino, quedando una ínfima parte para la compra de papel y tinta. 

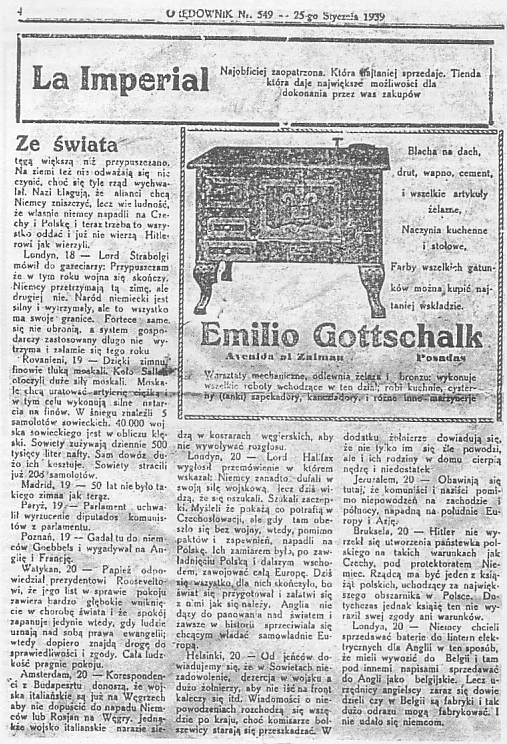
Facsímil. Pág. 4 del periódico "Orędownik" N.º 549 (1939)

En 1950 año del Libertador General San Martín, el gobierno peronista le clausura el periódico porque no incorporó una leyenda alusiva que recibió a último momento. La dureza de su temperamento y la crisis que le generó la clausura lo llevó a cerrar definitivamente el semanario en el que había dedicado 25 años de su vida con absoluta dedicación y tesón.

El archivo completo junto a una amplia biblioteca bilingüe y otros documentos permaneció en Posadas a cargo de su hijo Dionisio (Dino, 1932-92), hasta que por razones no claras decide "donarlas" a la Congregación del Verbo Divino, perdiéndose el patrimonio cultural. Hay una cita de Rendiche, que menciona: 
Tengo ante mi un original del Acta de octubre de 1982 que se labró por triplicado con motivo de la donación de 26 volúmenes de la colección del periódico, a la Congregación del "Verbo Divino" en Polonia "... a los fines de investigación histórica...
Lamentablemente los herederos no supieron conservar el valioso patrimonio histórico y cultural que representaba el archivo de Juan Czajkowski.
De cualquier manera el destino del periódico es confuso ya que los familiares supervivientes desconocen cual fue el destino final del archivo. Se mencionan como posibles que parte fue a la sede de la congregación en Polonia y otra parte a Curitiba en el Brasil. En algunas publicaciones posteriores se menciona que entre el patrimonio emigrado, se conserva una enciclopedia polaca en la que Juan Czajkowski es mencionado como periodista extranjero, destacándose la mención que recibiera como pionero del periodismo católico laico.